# Liste der Baudenkmale in Dorf Mecklenburg
In der Liste der Baudenkmale in Dorf Mecklenburg sind alle denkmalgeschützten Bauten der mecklenburgischen Gemeinde Dorf Mecklenburg und ihrer Ortsteile aufgelistet. Grundlage ist die Veröffentlichung der Denkmalliste des Kreises Nordwestmecklenburg mit dem Stand vom 16. September 2020.

## Legende
In den Spalten befinden sich folgende Informationen:
- ID-Nr: Die Nummer wird von den Denkmalämtern der Landkreise vergeben. Wenn sie nicht bekannt ist, bleibt die Spalte leer. In dieser Spalte kann sich zusätzlich das Wort Wikidata befinden, der entsprechende Link führt zu Angaben zu diesem Denkmal bei Wikidata.
- Lage: die Adresse des Denkmales und die geographischen Koordinaten.
Link zu einem Kartenansichtstool, um Koordinaten zu setzen. In der Kartenansicht sind Denkmale ohne Koordinaten mit einem roten bzw. orangen Marker dargestellt und können in der Karte gesetzt werden. Denkmale ohne Bild sind mit einem blauen bzw. roten Marker gekennzeichnet, Denkmale mit Bild mit einem grünen bzw. orangen Marker.
- Bezeichnung: Bezeichnung, so wie sie in den offiziellen Listen der Denkmalämter steht. Ein Link hinter der Bezeichnung führt zum Wikipedia-Artikel über das Denkmal. Wenn die Bezeichnung der Denkmalämter inhaltlich fehlerhaft ist, ist in der Spalte „Beschreibung“ darauf hinzuweisen.
- Beschreibung: Beschreibung des Denkmales
- Bild: ein Bild des Denkmales und gegebenenfalls einen Link zu weiteren Fotos des Denkmals im Medienarchiv Wikimedia Commons

## Baudenkmale nach Ortsteilen

### Dorf Mecklenburg
| ID   | Lage                     | Bezeichnung                                                      | Beschreibung | Bild           |
| ---- | ------------------------ | ---------------------------------------------------------------- | ------------ | -------------- |
| 278  | Am Burgwall              | Kriegerdenkmal 1914/1918                                         |              |                |
| 281  | Am Burgwall              | Slawischer Burgwall mit Friedhof                                 |              |                |
| 281  | Am Burgwall              | und Gedenkstein für Kapp-Putsch-Opfer Landarbeiter Franz Slomski |              |                |
| 281  | Am Burgwall              | Grabstätte mit Einfriedung Familie Röper (2 Tumben)              |              |                |
| 268  | Am Burgwall 2 (Karte)    | Pfarrwitwenhaus                                                  |              |                |
| 279  | An der Mühle 3 (Karte)   | Mühle                                                            |              | Mühle          |
| 269  | Bahnhofstraße 36 (Karte) | Schule                                                           |              |                |
| 277  | Bahnhofstraße (Karte)    | Kirche                                                           |              | Weitere Bilder |
| 277  | Bahnhofstraße            | mit Kirchhofsmauer und Steinzeichen                              |              |                |
| 270  | Bahnhofstraße 39 (Karte) | Pfarrhof                                                         |              |                |
| 270  | Bahnhofstraße 39 (Karte) | Wohnhaus                                                         |              |                |
| 270  | Bahnhofstraße 39         | Scheune                                                          |              | Scheune        |
| 271  | Bahnhofstraße 44 (Karte) | Forsthaus                                                        |              |                |
| 272  | Ernst-Thälmann-Straße 14 | Betonstelen (Skulpturen) auf dem Schulhof des Gymnasiums         |              |                |
| 280  | Schwarzer Weg 4 (Karte)  | Gutshaus                                                         |              |                |
| 273  | Schweriner Straße        | Denkmal „Vom ich zum Wir“ an der B 106                           |              |                |
| 275  | Schweriner Straße 55     | Wohnhaus                                                         |              |                |
| 26   | Schweriner Straße 57     | Wohnhaus                                                         |              |                |
| 1584 |                          | Meilenstein (Flur 2, Flurstück 355)                              |              |                |

### Moidentin
| ID  | Lage                      | Bezeichnung                    | Beschreibung | Bild                           |
| --- | ------------------------- | ------------------------------ | ------------ | ------------------------------ |
| 933 | Zur Wassermühle 2 (Karte) | ehem. Wassermühle und Wohnhaus |              | ehem. Wassermühle und Wohnhaus |
| 933 | Zur Wassermühle 2         | und Wohnhaus                   |              |                                |

### Rosenthal
| ID   | Lage                | Bezeichnung | Beschreibung                                                                               | Bild |
| ---- | ------------------- | ----------- | ------------------------------------------------------------------------------------------ | ---- |
| 1224 | Rosenthal 5 (Karte) | Gutshaus    | Historisierender, sanierter, 1-gesch. Putzbau von um 1906 des Barons von Ende; heute Hotel |      |

## Quelle
Denkmalliste des Landkreises Nordwestmecklenburg (Stand: 9. November 2023; PDF, 1,2 MByte)